# Ліля Кедрова
Єлизавета Миколаївна Кедрова, відома як Ліля Кедрова (англ. Lila Kedrova; 9 жовтня 1918, Петроград — 16 лютого 2000, Су-Сент-Марі, Канада) — французька акторка російського походження, володарка премії «Оскар».

## Біографія
Народилася в радянському Петрограді в сім'ї оперної співачки Софії Кедрової та професора Петербурзької консерваторії, творця музичного чоловічого квартету Кедрова Миколи Кедрова. 1922 року разом з батьками та старшим братом емігрувала до Німеччини, а потім в 1928 році переїхали до Франції, в Париж.
Театральнк кар'єру почала 1945 року у виставі за Достоєвським «Брати Карамазови» (театр «Ательє»). У комедії, написаній Робером Оссейном, «Обмежена відповідальність», грала в театрі «Фонтейн» у 1954 році. У період з 1945 по 1977 роки переграла всю французьку і закордонну класику на підмостках невеликих паризьких театрів — «Ательє», «Пош», «Антуана» та інших.
Досить успішно виконувала характерні ролі у французьких комедіях, а 1964 року була відзначена «Оскара» за найкращу жіночу роль другого плану у фільмі Міхаліса Какоянніса «Грек Зорба». Після цього знялася ще в кількох голлівудських фільмах і перебралася в Канаду. 1983 року їй присуджена театральна премія «Тоні» за сценічну версію «Грека Зорби».
Останній фільм її належить до 1993 року, а останній спектакль — до 1991 року.

## Фільмографія
Фільмографія акторки налічує понад 60 фільмів. Вибрані стрічки:
- 1954: Велика гра / Le Grand Jeu — Роуз
- 1955: Облава на блатних / Razzia sur la Chnouf — Лея
- 1955: Майбутні зірки / Futures vedettes — Мати Софії
- 1958: Монпарнас, 19 / Les Amants de Montparnasse (Montparnasse 19) — Мадам Сборовськи
- 1964: Грек Зорба / Zorba The Greek — Мадам Гортензія
- 1966: Розірвана завіса / Torn Curtain — Графиня Кучинська
- 1974: Дорогій мамі в день народження / Alla mia cara mamma nel giorno del suo compleanno — графиня Мафальда
- 1975: Гороскоп Елізи / Eliza's Horoscope — Ліля
- 1976: Мешканець / Le Locataire — Мадам Гадеріан
- 1979: Світло жінки / Clair de femme — Соня
- 1982: Кривавий приплив / Blood Tide — сестра Анна